# Goodbye for Now
Singles par POD
Change the World
(2003) Lights Out
(2006)
Singles par Katy Perry
Trust in Me
(2001) I Kissed a Girl
(2008)
Goodbye for Now  est une chanson du groupe POD et le single principal issu de leur quatrième album studio, Testify, sortie en 2006. Les chœurs sont chantés par Katy Perry et ce sera le premier single où elle apparaît avant la promotion de son second album One of the Boys, sorti en 2008. Le morceau sera plus tard inclus sur la compilation Greatest Hits: The Atlantic Years en 2006.
Goodbye for Now a été diffusé de très nombreuses fois sur les radios américaines et a été utilisé sur les vidéos promotionnelles du film Le Monde de Narnia : Le Lion, la Sorcière blanche et l'Armoire magique. C'est le single qui a connu le plus de succès depuis le morceau Youth of the Nation, en 2002, et a atteint le top #47 au Billboard Hot 100 le 31 janvier 2006 (faisant ainsi pour P.O.D la troisième apparition au Hot 100 dans le top 50), #41 au Billboard Pop 100, #25 au U.S. Modern Rock Tracks, et #17 au U.S. Mainstream Rock Tracks.
Le clip du morceau a aussi atteint le top #1 dans l'émission TRL sur MTV et est devenu le quatrième clip #1 pour POD.
Musicalement, Goodbye for Now réintroduit le mélange Rap/Rock bien connu du groupe ; Style qui avait précédemment fait le succès de POD sur l'album Satellite. La chanson met également l'accent sur des mélodies propres et une harmonie vocale et laisse de côté les guitares saturées. Katy Perry effectue les chœurs sur le dernier refrain, peu avant la fin de la chanson. Le chanteur Sonny Sandoval décrit dans une interview avec MTV, le sentiment véhiculé et la signification de cette chanson : 

« It's more of a laid-back track, it's more of a vibe track, it's definitely not the heavy side of POD, but lyrically it's a hopeful song... We know with just dealing with the people around us and just coming across so many people that there are a lot of people struggling out there. And being that positive influence that we like to have in our music, we are just trying to encourage people. No matter how bad today is, tomorrow has a bright promise and a bright future. There's a lyric that says, 'If joy really comes in the morning time/ Then I'm going to sit back and wait until the next sunrise.' And in our faith, we believe that joy does come in the morning time, so just hold on and hang out and tomorrow is a whole different day." »

« C'est plus un morceau tranquille, un morceau d'ambiance, ce n'est certainement pas le côté heavy de POD, mais au niveau des paroles, c'est une chanson d'espoir... Nous savons, en discutant avec les personnes autour de nous, et seulement en rencontrant beaucoup de gens, qu'il y a beaucoup de personnes luttent. Et en étant cette influence positive que nous aimons avoir dans notre musique, nous essayons simplement d'encourager les gens. Peu importe à quel point aujourd'hui est mauvais, demain est une promesse et un avenir radieux. Il y a une chanson qui dit : Si la joie vient vraiment le matin / Alors je vais m'asseoir et d'attendre jusqu'au prochain lever de soleil. Et dans notre foi, nous croyons que la joie vient à l'aube, donc tiens le coup et passe le temps et demain sera un jour totalement différent ».

## Liste des pistes
1. Goodbye for Now
2. Why Wait?
3. Lights Out (Chris Vrenna Mix)

## Versions officielles
- Version de l'album
- Radio Edit (Promo/Version Video) (3:56)